# Périgord noir (région naturelle)
Pour les articles homonymes, voir Périgord (homonymie).
Le Périgord noir, ou Sarladais, est une région naturelle de France en Nouvelle-Aquitaine, dans le sud-est du département de la Dordogne, dans la région de Sarlat. Ce choronyme tire son nom des importantes forêts de chênes verts très sombres et n'avait initialement rien à voir avec les truffes. 

## Situation
Le Périgord noir est situé au sud-est du département de la Dordogne. Il est entouré par les régions naturelles suivantes :
- Au nord par le Périgord central et le Bassin de Brive
- À l'est par le Causse de Martel et le Causse de Gramat
- Au sud par la Bouriane
- À l'ouest par le Haut-Agenais et le Bergeracois

## Littérature
- Albert Cahuet, Pontcarral, roman, 1937

### Liens externes

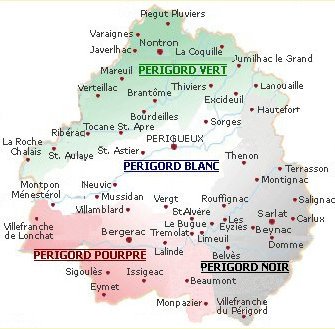
Carte du Périgord et ses quatre « couleurs ».